# Milan Daranyi
Milan Daranyi (* 22. října 1952), často uváděný jako Milan Darányi, je bývalý český fotbalista, útočník.

## Fotbalová kariéra
V československé lize hrál za Slavii Praha. Nastoupil ve 3 ligových utkáních, gól v lize nedal. Ve druhé nejvyšší soutěži hrál za Spartak Ústí nad Labem a Sklo Union Teplice.

## Ligová bilance
| Ročník                                   | Zápasy | Góly | Minuty | Klub                   |
| ---------------------------------------- | ------ | ---- | ------ | ---------------------- |
| 1. československá fotbalová liga 1977/78 | 3      | 0    | 108    | Slavia Praha           |
| Česká národní fotbalová liga 1978/79     | –      | –    | –      | Spartak Ústí nad Labem |
| Česká národní fotbalová liga 1979/80     | –      | –    | –      | Spartak Ústí nad Labem |
| Česká národní fotbalová liga 1980/81     | –      | 9    | –      | Sklo Union Teplice     |
| Česká národní fotbalová liga 1984/85     | 24     | 1    | –      | Spartak Ústí nad Labem |
| CELKEM 1. liga                           | 3      | 0    | 108    |                        |